# Каркара
Каркара́ (кирг. Каркыра, каз. Қарқара; в верховье — Кокжар, Джаак) — река, берущая начало в ледниках Тескей-Ала-Тоо. Протекает по Кыргызстану и Казахстану. Длина реки — 113 км, площадь бассейна — 1970 км², среднегодовой расход воды в устье — 15,0 м³/с. Высота устья — 1779 м над уровнем моря.

## Описание
Река Каркара течет по узкому ущелью, с благоприятными условиями для выпаса скота и выращивания сельскохозяйственных культур, со горным климатом. Используется для лесосплава и орошения посевов.

## Этимология
В переводе с киргизского языка Каркыра означает журавль. В долине реки Каркара в начале лета и осенью останавливаются на отдых стаи журавлей из Южной Африки.

## География
Каркара протекает по территории Кыргызстана и Казахстан, левый приток реки Кеген. Длина составляет 113 км, а площадь бассейна 1970 км². Берет свое начало на склоне Тескей-Ала-Тоо и течет на север. В верхнем течении проходит по узкой долине на территории Кыргызстана, среднее течение образует границу между Кыргызстаном и Казахстаном, нижнее течение является равнинным и болотистым. Основные притоки: Кёк-Джар, Турук, Чон-Джыланач, Кур-Каркыра, Кичи-Джыланач, Ак-Каркыра, Джел-Каркыра и более 140 мелких притоков. В бассейне расположено 22 озера общей площадью 0,47 км². Средний годовой расход воды составляет 15,0 м³/с, максимальный составляет 107 м³/с, а минимальный составляет 2,87 м³/с. Полноводной становится в апреле, а маловодной в октябре и ноябре.

## Населённые пункты
На реке Каркара стоит одноимённый казахстанский населённый пункт Каркара.

## Территориальные споры
Воды пограничной реки и её долина являются предметом спора между Казахстаном и Кыргызстаном. Казахстан под предлогом выравнивания госграницы инициировал обмен приграничными территориями. Киргизская оппозиция впоследствии посчитала обмен земель неравнозначным, так как взамен благоприятных пастбищ урочища Каркара были получены каменистые засушливые земли. Казахстанская сторона, ссылаясь на заключённый договор, отказывается возвращать полученные земли. Также Казахстан выступает против использования Кыргызстаном вод реки Каркара для орошения полей в Иссык-Кульской области.

### Комментарии
1. ↑  на территории Кыргызстана: длина — 69 км, площадь бассейна — 1790 км²

### Энциклопедии
- Каркыра // «Кыргызстан» улуттук энциклопедия = Национальная энциклопедия «Кыргызстан». Каледон бүктөлүшү — Кяхта келишими (киргиз.) / под ред. У. А. Асанова. — Бишкек: Мамлекеттик тил жана энциклопедия борбору, 2012. — Т. 4. — С. 161. — 832 с. — ISBN 9789967141049.
- Каркара // Казахстан. Национальная энциклопедия. — Алматы: Қазақ энциклопедиясы, 2005. — Т. III. — ISBN 9965-9746-4-0. (CC BY-SA 3.0)

### Книги
- Т. Джанузаков Очерк казахской ономастики, изд. «Наука» — Алматы, 1982. books.google.com. Дата обращения: 2 марта 2025.
- М. Гинатуллин Лингво-краеведческий словарь. — Алматы: «Раритет», 2010.